# Netelia errans
Netelia errans là một loài tò vò trong họ Ichneumonidae.